# Leonard Leshuk
Leonard Leshuk est un historien américain, spécialiste des questions soviétiques.

## Les services secrets américains et l'Union soviétique
En 2002, Leonard Leshuk publie U.S. Intelligence Perceptions of Soviet Power 1921-1946, une étude - qualifiée de Unique and groundbreaking work - dédiée à la perception de l'Union soviétique par l'intelligence américaine, les services secrets, de 1921 à 1946. Sur la base d'anciens documents classifié de l'U.S. Intelligence, le Dr Leshuk s'est particulièrement intéressé à l'évaluation des informations en possession des services secrets et la perception qui en a découlé. Il a ainsi pointé des incompétences et des complaisances qui ont mené les gouvernements américains à sous-estimer profondément les conditions économiques, militaires et politiques de l'Union soviétique.

## Le génocide en Ukraine ouHolodomor
En 2003, Leonard Leshuk participa en tant que conférencier à des conférences consacrées à l'Holodomor.
Le 10 novembre 2003, la conférence "The Man-Made Great Famine in Ukraine of 1932-33 (Holodomor)", coorganisée par le Ukrainian Studies Program, le Harriman Institute, la Ukrainian Mission to the United Nations, la Shevchenko Scientific Society, le Ukrainian Congress Committee of America et la Ukrainian Academy of Arts and Sciences in America, se tint à l'université Columbia, présidée par l'historien Mark von Hagen. Leonard Leshuk participa au troisième débat : The Ukrainian Famine-Genocide in Menory and The Arts, en compagnie de  Volodymyr Lozytskyi, présentant des documents Parti communiste, de Volodymyr Danylenko, présentant des documents de Kiev Oblast Archive, et Yury Shapoval présentant des documents du SBU et FSB),.
Le 13 novembre 2003, le Kennan Institute, l'ambassade d'Ukraine aux États-Unis, le Ukrainian Congress Committee of America et la U.S.-Ukraine Foundation ont participé à une conférence pour examiner les nouvelles informations disponibles sur la famine ukrainienne, la réaction internationale à ce drame, les critères qui en font un génocide. La conférencière Paula Dobriansky, Undersecretary for Global Affairs, du Département d'État américain, indiqua alors : « Chaque année, nous apprenons de plus en plus au sujet de la famine en Ukraine. Et pourtant, il est encore difficile de saisir l'énormité de la tragédie : dans ce qui était le grenier de l'URSS, des millions d'hommes et de femmes ont été littéralement condamnés à mourir de faim ». Leonard Leshuk participa au second débat de la conférence qui concernait la réaction internationale de l'époque. Leshuk et Eugene Fishel du département d'État américain, sont convenus qu'il existait des reportages précis de la presse internationale sur cette famine organisée, notamment ceux des journalistes britanniques de l'époque, comme Malcolm Muggeridge ou Gareth Jones. Ces témoignages furent largement écartés par la couverture médiatique positive de l'Union soviétique opérée par les journalistes cherchant les faveurs du gouvernement soviétique. L'exemple le plus célèbre est celui du journaliste Walter Duranty du New York Times qui nia la famine et reçut le prix Pulitzer en 1932 pour ses reportages sur l'Union soviétique. À cette époque le gouvernement américain ainsi que les autres gouvernements occidentaux considéraient la famine ukrainienne comme une affaire interne à l'URRS. De plus, les États-Unis, en pleine Grande Dépression, ne pouvaient pas hypothéquer leurs relations diplomatiques et commerciales avec l'immense marché soviétique.

## Œuvres
- Leonard Leshuk, A More Insidious Enemy: Exposing the Dangerous Lies and Misinformation Concerning Chemical and Biological Weapons, Europa University Press, janvier 2003,  (ISBN 0970646410)
- Leonard Leshuk, US Intelligence Perceptions of Soviet Power, 1921-1946, Routledge; 1re édition, 11 octobre 2002,  (ISBN 0714653063). L'ouvrage a fait l'objet d'une recension par David J. Alvarez dans The Journal of Military History - Volume 67, Number 3, juillet 2003, p. 966-967
- Leonard Leshuk et Raimund Rueger,  Days of Famine, Nights of Terror: Firsthand Accounts of Soviet Collectivization 1928-1934, Europa University Press, 2000; 2e édition, mai 2001,  (ISBN 0970646402)
- Leonard Leshuk, American Perceptions of Soviet Economic and Military Power 1921-46, Department of War Studies, King's College, Londres, 1994[8]